# Lauretum
Il Lauretum è la zona fitoclimatica più calda nello schema di classificazione di Mayr-Pavari e prende il nome dal Laurus nobilis (alloro). Il suo areale si estende dalle zone costiere fino ad ambienti collinari con un'altitudine massima che diminuisce all'aumentare della latitudine. 
Il Lauretum si estende su quasi il 50% del territorio italiano e, con l'eccezione di alcuni microambienti del Nord Italia, è presente solo nell'Italia peninsulare e insulare. Si suddivide in tre sottozone in base alla piovosità e alta temperatura.
Questa zona è suddivisa in tre tipi, corrispondenti a differenti regimi pluviometrici: il 1º tipo con piogge uniformemente distribuite nel corso dell'anno, il 2º tipo con siccità estiva, il 3º tipo senza siccità estiva.

Una seconda suddivisione, combinata con la prima, individua tre sottozone, in base al regime termico:
| Lauretum |                     |                     |           |           |           |
| Lauretum | Parametri climatici | Parametri climatici | Sottozone | Sottozone | Sottozone |
| Lauretum | Parametri climatici | Parametri climatici | Calda     | Media     | Fredda    |
| -------- | ------------------- | ------------------- | --------- | --------- | --------- |
| Lauretum | Temperatura media   | dell'anno           | 15-23 °C  | 14-18 °C  | 12-17 °C  |
| Lauretum | Temperatura media   | del mese più freddo | > 7 °C    | > 5 °C    | > 3 °C    |
| Lauretum | Temperatura media   | dei minimi          | > −4 °C   | > −7 °C   | > −9 °C   |

## Sottozona calda delLauretum
Corrisponde alle aree più calde del territorio nazionale, più frequente nel versante tirrenico rispetto a quello adriatico.
Nel versante adriatico non si estende oltre i 42° di latitudine Nord: interessa tutte le zone costiere dal Gargano in giù e si estende più all'interno a bassa quota, comprendendo le principali pianure (Salento, Piana del Metaponto, Piana di Sibari). 
Nel versante tirrenico della penisola comprende tutte le regioni costiere dalla Calabria fino alla Maremma, inoltrandosi più all'interno in corrispondenza delle pianure del Lazio e della Maremma grossetana. Ricompare poi nella fascia costiera della Riviera di Ponente, tra Albenga e il confine francese.
Nell'Italia insulare interessa tutte le regioni costiere e pianeggianti e i bassi rilievi della Sardegna, estendendosi in genere fino ai 400 metri di altitudine, mentre in Sicilia interessa gran parte del territorio e gli arcipelaghi minori, inoltrandosi fino ai 500 metri di altitudine.
Tutte queste regioni sono interessate da siccità estiva, pertanto la sottozona calda rientra nel Lauretum del 2º tipo. In questa sottozona vegetano tutte le specie termofile e soprattutto termoxerofile, tipiche dell'Oleo-ceratonion e della Macchia mediterranea e, in misura minore, della Foresta mediterranea sempreverde.
Fra le piante arboree questa sottozona ospita le seguenti specie:
- Latifoglie: sughera, leccio, carrubo, olivastro.
- Conifere: pino domestico, pino d'Aleppo, pino marittimo, tutti i cipressi, i ginepri termofili (ginepro coccolone, ginepro rosso, ginepro fenicio).

In particolari condizioni microambientali, come ad esempio la vicinanza di corsi d'acqua o, in generale, favorevoli condizioni di umidità del suolo, possono vegetare anche il cerro, il pioppo bianco, l'olmo, i frassini (orniello e più sporadicamente il frassino meridionale), l'acero, l'ontano, i salici.
Fra le piante arbustive esiste una notevole varietà comprendendo tutte le specie dell'Oleo-ceratonion e della Macchia mediterranea. Pressoché esclusivi di questa sottozona sono l'oleandro, la palma nana, il cisto marino.
Fra le piante esotiche, alcune anche naturalizzate, vegetano bene gli Eucalyptus, il Fico d'india, diverse palme (palma delle Canarie e palma da datteri), il ricino e diverse specie di agave. Nelle zone costiere della Sardegna meridionale e in diverse aree della Sicilia, dove il clima può definirsi subtropicale, possono vegetare all'aperto diverse piante prettamente tropicali, come ad esempio il banano, anche se non riesce a completare il ciclo di fruttificazione, e diverse specie del genere Ficus. Palme e alberi esotici sono d'altra parte componenti comuni nei parchi, giardini e alberature delle località costiere della Sardegna e della Sicilia. Nella Riviera di Ponente, si ha un grande esempio nei Giardini botanici Hambury, dove sono presenti 6000 specie botaniche di origine prevalentemente tropicale e subtropicale e nei ficus centenari di Sanremo e Bordighera.
Per quanto concerne l'agricoltura il Lauretum caldo è l'areale per eccellenza degli Agrumi, dell'Olivo, del Fico. Il Carciofo è coltivato in regime di forzatura per la produzione di capolini in autunno. Nella Sardegna meridionale e in Sicilia possono essere coltivati il Cotone e alcuni fruttiferi di origine tropicale come ad esempio la Feijoa (questa fruttifica anche nel Ponente Ligure), e diverse colture orticole possono essere coltivate nei mesi freddi in serra fredda (Pomodoro, Melanzana, ecc.). Una particolarità di queste zone è la possibilità che diverse cultivar di fruttiferi non giungano a fruttificare in certi anni a causa del mancato raggiungimento del fabbisogno in freddo (Ciliegio, Pesco, Pero, Melo).

## Lauretumdelle aree collinari
Si estende su gran parte del territorio peninsulare e insulare e si riconduce al Lauretum della sottozona calda e fredda del 2º tipo. La distribuzione differenziata delle due sottozone è eterogenea e legata a specifiche condizioni geomorfologiche e climatiche che possono variare notevolmente entro brevi distanze a causa dell'irregolarità delle aree collinari in Italia. Fra le due sottozone non ci sono sostanziali differenze nella composizione qualitativa della vegetazione. In generale si riscontra in questo areale un periodo di siccità estiva più o meno marcato.
Queste sottozone occupano la maggior parte delle regioni costiere, di pianura e di collina del versante tirrenico nell'Italia centrale, mentre nell'Italia meridionale si spingono ad altezze maggiori. Sul versante adriatico si estendono nelle regioni prossime alla costa dalla Romagna al Molise per poi distribuirsi su una fascia più larga in Puglia e Basilicata. In Liguria occupa una ristretta fascia compresa fra il Lauretum caldo e il Castanetum nella Riviera di Ponente. In Sardegna si estende nelle aree collinari interne del nord e del centro dell'isola, in Sicilia interessa invece l'alta collina. Infine, particolari condizioni geomorfologiche consentono la presenza di questa zona climatica in areali ristretti nel nord Italia. Le stazioni di maggiore rilevanza sono i litorali della provincia di Ravenna e Ferrara, fino al delta del Po e la zona costiera della Venezia Giulia. Stazioni di minore estensione sono dislocate a frammenti lungo il litorale del Veneto e del Friuli e nel versante meridionale dei Colli Euganei.
I limiti altitudinali di queste sottozone sono strettamente legati alla latitudine. In molte aree si alternano con il Castanetum secondo la morfologia del territorio. La tabella seguente è un quadro riassuntivo che riporta i valori medi per singole regioni.
| Regione                      | Limite inferiore                                                    | Limite superiore                                                    |
| ---------------------------- | ------------------------------------------------------------------- | ------------------------------------------------------------------- |
| Sicilia                      | 500 m                                                               | 900-1000 m                                                          |
| Sardegna                     | 400-500 m                                                           | 800-900 m                                                           |
| Calabria                     | 400 m                                                               | 800 m                                                               |
| Campania, Basilicata, Puglia | 100-300 m                                                           | 600-700 m                                                           |
| Italia centrale              | Livello del mare                                                    | 300-500 m                                                           |
| Riviera Ligure di Ponente    | 100-200 m                                                           | 200-300 m                                                           |
| Italia settentrionale        | Solo al livello del mare o su versanti meridionali in bassa collina | Solo al livello del mare o su versanti meridionali in bassa collina |

Sotto l'aspetto climatico queste zone sono caratterizzate da temperature mediamente più basse rispetto alla sottozona calda, con una maggiore frequenza degli abbassamenti termici nei mesi più freddi. In sostanza le essenze rappresentative non differiscono da quelle del Lauretum caldo, tuttavia le temperature più basse sfavoriscono le specie più termofile e consentono l'infiltrazione di specie termomesofile, tipiche del Castanetum caldo. La vegetazione tipica è quella della macchia mediterranea e della foresta mediterranea sempreverde, con infiltrazioni dell'Oleo-ceratonion nelle aree più secche e della foresta mediterranea decidua in quelle più fredde e umide.
Fra le piante arboree queste sottozone ospitano:
- Latifoglie: leccio, sughera, cerro, roverella, carpino, frassini, olmo, noce, salici, aceri, ontano, ecc.
- Aghifoglie: pino domestico, pino marittimo, pino d'Aleppo, ginepri, cipressi.

Per quanto riguarda l'agricoltura, le differenze fra queste sottozone e il Lauretum caldo sono più evidenti: la coltivazione degli agrumi è sporadica e si ha una minore frequenza dell'olivo. In particolare, per quest'ultima specie è difficile trovare piante di una certa età che non abbiano subito danni da gelate. La vite trova in queste sottozone le migliori condizioni per espletare il massimo rendimento in quantità e qualità.

## Sottozona fredda delLauretumdel 1º tipo
Ha un areale circoscritto ad alcune regioni del territorio nazionale caratterizzate da una distribuzione abbastanza uniforme delle piogge nel corso dell'anno. Questa sottozona interessa la Riviera ligure di levante e alcune stazioni dislocate sulla riviera dei grandi laghi prealpini, con particolare riferimento al lago di Garda e al lago d'Iseo.
In sostanza si tratta di una sottozona che mostra molte analogie con il Castanetum caldo del 2º tipo. Nella vegetazione prevalgono le essenze tipiche del Castanetum, tuttavia le temperature invernali non rigide permettono ancora la presenza spontanea di elementi tipici del Lauretum e l'introduzione artificiale di specie esotiche originarie di ambienti caldi.
Per quanto riguarda l'agricoltura, questa sottozona è il limite estremo settentrionale dell'areale di coltivazione dell'olivo.